# Буразанли
Буразанли (на гръцки: Μυροβλήτης, до 1927 година Μπουραζανλή) е бивше село в Гърция, част от дем Бук на област Източна Македония и Тракия.

## География
Селото се е намирало на 2 km североизточно от Нусретли (Никифорос).

## История
В началото на XX век Беклещи е малко турско село. Според гръцката статистика, през 1913 година в Буразанли (Μπουραζανλή) живеят 188 души. След изселването на малобройните турци в средата на 20-те години, в селото са заселени 41 семейства гърци бежанци със 176 души. В 1927 година името на селото е сменено на Мировлитис. След 50-те години престава да се води като отделно селище, тъй като е слято с Нусретли.
| Година    | 1913 | 1920 | 1928 | 1940 | 1951 | 1961 | 1971 | 1981 | 1991 | 2001 | 2011 | 2021 |
| --------- | ---- | ---- | ---- | ---- | ---- | ---- | ---- | ---- | ---- | ---- | ---- | ---- |
| Население | 188  | 226  | 307  | 200  |      |      |      |      |      |      |      |      |